# يونس بن يزيد الأيلي
أَبُو يزيد يونس ابْن يزيد بْن مشكان بْن أَبِي النجاد الأيلي القرشي كان صاحب ابن شهاب الزهري ومولى الخليفة معاوية بن أبي سفيان وهو من كبار التابعين ومحدث وشيخ ويعد من الثقات عاش في أيلة بالأردن وتوفي في مصر عام 159 هـ.

## شيوخه
طلب العِلم عند الكثير من الصحابة وأبناء الصحابة وآل البيت والأئمة وهذه بعض أسماء شيوخه بالترتيب الألِفبائي:
- أبو بكر بن عبد الرحمن.
- أبو شداد.
- أبو علي بن يزيد بن أبي النجاد.
- أبو مقرن.
- أنس بن مالك
- إبراهيم بن شمر بن يقظان بن عامر بن عبد الله بن المرتحل.
- ثور بن يزيد بن زياد.
- الحسن البصري.
- أبو عبد الله حكم بن عبد الله بن سعد الأيلي.
- أبو عبد الله حكم بن عتيبة أبو محمد.
- حميد بن تيرويه.
- حميد بن عبد الرحمن بن عوف.
- حوشب بن أبي زياد.
- سالم بن عبد الله بن عمر بن الخطاب.
- سعد بن إبراهيم بن عبد الرحمن بن عوف القرشي.
- سفيان الثوري.
- سفيان بن عيينة.
- أبو حازم سلمان الأشجعي صاحب أبو هريرة.
- سُليمان بن عطاء بن يزيد الليثي.
- صالح بن كيسان.
- أبو مخاشن طارق بن مخاشن الأسلمي.
- عامر بن سعد.
- عامر بن عبد الله بن قيس الأشعري.
- عبد الحميد بن سليمان بن رافع.
- عبد الرحمن بن عمرو بن يحمد.
- عبد الرحمن بن مل بن عمرو بن عدي بن وهب بن ربيعة بن سعد بن جذيمة.
- عبد الله بن ثعلبة بن صعير بن عمرو بن زيد بن سنان بن المهتجن بن سلامان بن عدى بن صعير.
- أبو عبد الرحمن عبد الله بن ذكوان.
- عبد الله بن عبد الرحمن بن عوف
- عبيد الله بن عبد الله بن عتبة بن مسعود
- عروة بن الزبير.
- أبو عثمان أو أبو محمد أو أبو أيوب أو أبو صالح عطاء بن عبد الله البلخي.
- أبو خالد عقيل بن خالد بن عقيل الأموي الأيلي صاحب الزهري.
- أبو شبل علاء بن عبد الرحمن بن يعقوب الحرقي الجهني.
- زين العابدين علي بن الحسين بن علي بن أبي طالب.
- عمارة بن غزية الأنصاري.
- عمران بن عبد العزيز بن شرحبيل بن حسنة العامري.
- عمرو بن الحارث بن يعقوب بن عبد الله بن الأشج.
- أبو إسحاق عمرو بن عبد الله بن عبيد السبيعي المُلقب ابن أبي شعيرة.
- القاسم بن محمد بن أبي بكر.
- قتادة بن دعامة السدوسي.
- مالك بن أنس.
- محمد بن إبراهيم بن الحارث التيمي.
- محمد بن إسحاق بن يسار.
- محمد بن زياد أبو الحارث الجمحي.
- محمد بن سعد بن أبي وقاص
- محمد بن سيرين.
- أبو الزبير المكي.
- ابن شهاب الزهري.
- مصعب بن سعد بن أبي وقاص
- نافع مولى ابن عمر.
- هشام بن عروة.
- يحيى بن سعيد الأنصاري

## تلاميذه
تَتَلمَذ على يديه المئات وهذه قائمة بِأبرزهم على الترتيب الألِفبائي:
- أبو عبد الله العذري.
- أبو عبد الله أحمد بن شبيب بن سعيد الحبطي، الجحدري، البصري.
- أبو عبيد أحمد بن عبد الرحمن بن وهب بن مسلم الله القرشي، المصري.
- أبو الطاهر أحمد بن عمرو بن عبد الله بن عمرو بن السرح الأموي، القرشي، المصري.
- أبو عبد الله أحمد بن محمد بن حنبل بن هلال بن أسد بن إدريس بن عبد الله بن حيان بن عبد الله بن أنس المروزي، البغدادي، الشيباني.
- أسامة بن حفص المدني
- أبو عبد الله أصبغ بن الفرج بن سعيد بن نافع الأموي، القرشي، المصري.
- أبو ضمرة أنس بن عياض بن ضمرة الليثي، المدني.
- أبو مسعود أيوب بن سويد السيباني، الحميري، الرملي.
- أبو إسحاق إبراهيم بن أبي العباس السامري، الكوفي المُلقب بِابن أبي العباس.
- أبو سعيد إبراهيم بن طهمان بن شعبة الخراساني، الهروي.
- أبو إسحاق إبراهيم بن مُحمد بن الحارث بن أسماء بن خارجة بن حصن بن حذيفة بن بدر الكوفي، الفزاري.
- إبراهيم بن مرة الشامي، الدمشقي.
- أبو بشر إسماعيل بن إبراهيم بن مُقسم البصري، الأسدي المُلقب بِابن علية.
- أبو عبد الله إسماعيل بن عبد الله بن عبد الله بن أويس بن مالك بن أبي عامر الأصبحي، المدني المُلقب بِابن أبي أويس.
- أبو عتبة إسماعيل بن عياش بن سليم العنسي، الحمصي الأزرق.
- أبو عبد الله بحر بن نصر بن سابق الخولاني، المصري.
- أبو إسماعيل بشر بن المفضل بن لاحق الرقاشي، البصري.
- أبو يحمد بقية بن الوليد بن صائد بن كعب بن حريز الحمصي، الحميري، الميتمي، الكلاعي.
- أبو عبد الملك أو أبو محمد بكر بن مضر بن محمد بن حكيم بن سلمان، القرشي، المصري.
- أبو معاذ أو أبو الحسن بكير بن معروف النيسابوري، الدامغاني، الأسدي، الخراساني.
- أبو عمرو بهلول بن راشد الأفريقي، المغربي، القيرواني.
- أبو النضر جرير بن حازم بن زيد بن عبد الله بن شجاع البصري، الجهضمي، العتكي، الأزدي.
- أبو صالح حاتم بن وردان بن مهران البصري، السعدي.
- أبو علي حبان بن علي العنزي، الكوفي.
- أبو حفص حرملة بن يحيى بن عبد الله بن حرملة بن عمران بن قراد التجيبي، المصري صاحب الشافعي.
- أبو هشام حسان بن إبراهيم بن عبد الله العنزي، الكرماني، الكوفي.
- أبو علي حسن بن محمد بن علي الأبي، السرخسي.
- أبو الوليد حفص بن عُمر القرشي، الدمشقي صاحب القطف.
- أبو محمد حكم بن مروان الكوفي.
- أبو إسماعيل حماد بن زيد بن درهم البصري، الجهضمي، الأزدي المُلقب بِالأزرق.
- أبو سلمة حماد بن سلمة بن دينار البصري المُلقب بِابن أبي صخرة.
- أبو الحجاج خارجة بن مصعب بن خارجة بن الحجاج الضبعي، الخراساني، السرخسي.
- أبو عثمان خالد بن الحارث بن سليم بن سليمان بن عبيد بن سفيان بن مسعود بن سكين البصري، الهجيمي المُلقب بِابن أبي عبيد.
- أبو الحجاج رشدين بن سعد بن مفلح بن هلال المهري، المصري المُلقب بِابن أبي رشدين.
- أبو الحسين زيد بن الحباب بن الريان التميمي، الخراساني، الكوفي، العكلي.
- أبو محمد سعيد بن الحكم بن محمد بن سالم بن أبي مريم الجمحي، المصري المُلقب بِابن أبي مريم.
- أبو عبد الله سعيد بن عبد الرحمن بن عبد الله بن جميل بن عامر بن حذيم بن سلامان بن ربيعة بن سعد بن جمح المدني، القرشي، الجمحي.
- أبو يحيى سعيد بن مقلاص الخزاعي، المصري المُلقب بِابن أبي أيوب.
- أبو يحيى سعيد بن يحيى بن صالح اللخمي، الشامي، الكوفي سعدان.
- أبو محمد سفيان بن عيينة بن ميمون المكي، الهلالي.
- أبو سليمان سلمة بن سليمان.
- أبو مسلم سليم بن مسلم المكي.
- أبو محمد سليمان بن بلال المدني، التيمي، القرشي.
- أبو عبد الله سُليمان بن حسان الشامي، المصري.
- أبو عمرو شبابة بن سوار الخراساني، المدائني، الفزاري.
- أبو سعيد شبيب بن سعيد البصري، المكي، الحبطي، التميمي.
- أبو بشر شعيب بن دينار الحمصي، الأموي، القرشي صاحب الزهري.
- أبو النضر شيبة بن الأحنف الشامي، الأوزاعي.
- أبو عمر صالح.
- أبو العباس صدقة بن خالد الأموي، القرشي، الدمشقي.
- أبو معاوية صدقة بن عبد الله أبو محمد الشامي، الدمشقي.
- أبو عبد الله ضمرة بن ربيعة الرملي، الدمشقي، الفلسطيني.
- أبو محمد طلحة بن زيد الرقي، القرشي، الدمشقي.
- طلحة بن يحيى بن النعمان بن زيد بن الصامت الأنصاري، المدني.
- طلحة بن يحيى بن طلحة بن عبيد الله المدني، التيمي، الكوفي، القرشي.
- عامر بن صالح بن عبد الله بن عروة بن الزبير بن العوام بن خويلد بن أسد بن عبد العزى بن قصي بن كلاب أبو الحارث المدني، الأسدي، الزبيري، القرشي.
- أبو محمد عبد الأعلى بن عبد الأعلى بن محمد البصري، الشامي، القرشي، السامي.
- أبو عمرو عبد الرحمن بن عمرو بن يحمد الشامي.
- عبد الرحمن بن محمد بن يحيى بن سعيد الأنصاري، المدني، العذري.
- عبد الرحيم بن خالد الأيلي.
- أبو بكر عبد الله بن أيوب بن بكير بن أبي علاج الموصلي.
- أبو محمد عبد الله بن الحارث بن عبد الملك المكي، المخزومي، القرشي.
- أبو عبد الرحمن عبد الله بن المبارك بن واضح الحنظلي، المروزي، التميمي.
- أبو عمران عبد الله بن رجاء البصري، المكي.
- عبد الله بن رجاء بن عمر البصري، الغداني، العبدي.
- عبد الله بن زياد بن سليمان بن سمعان المدني، المخزومي.
- أبو صفوان عبد الله بن سعيد بن عبد الملك بن مروان بن الحكم بن أبي العاص بن أمية الأموي، القرشي، الدمشقي.
- أبو سليمان عبد الله بن سويد بن حيان الأنصاري، الخطمي، الحمراني، المصري.
- أبو محمد عبد الله بن عبد الرحمن بن عبد الله بن وهب النوفلي، المديني، القرشي.
- أبو عبد الرحمن عبد الله بن عثمان بن جبلة بن ميمون المروزي، العتكي، الأزدي.
- عبد الله بن عمر بن القاسم بن عاصم بن عمر بن الخطاب النميري، العمري، القرشي، العدوي.
- أبو عبد الله عبد الله بن لهيعة بن عقبة بن فرعان بن ربيعة بن ثوبان، أبو عبد الرحمن الأعدولي، الغافقي، الحضرمي، المصري.
- أبو بكر عبد الله بن محمد بن إبراهيم بن عثمان بن خواستي العبسي، الكوفي، الواسطي.
- عبد الله بن وهب بن مسلم الفهري، القرشي، المصري.
- عبد الله بن وهب بن منبه الصنعاني، الأبناوي.
- بد الواحد بن واصل البصري، السدوسي.
- عبد الوارث بن سعيد بن ذكوان البصري، العنبري، التميمي.
- عبيد الله بن موسى بن باذام العبسي، الكوفي.
- عثمان بن الحكم النضري، الجذامي، المصري.
- عثمان بن عمر بن فارس بن لقيط، البصري، العبدي.
- عثمان بن عمر بن موسى بن عبيد الله بن معمر بن عثمان بن عمرو بن كعب بن سعد بن تيم بن مرة المدني، العيشي، التيمي، القرشي.
- عثمان بن عمرو بن صفوان بن عبد الله بن عثمان الثقفي.
- عثمان بن عمير بن قيس الكوفي، البجلي.
- عثمان بن محمد بن إبراهيم بن عثمان بن خواستي العبسي، الكوفي.
- عقبة بن علقمة بن حديج البيروتي، المعافري، الدمشقي.
- علي بن أبي علي الفهري، القرشي.
- أبو الحسن علي بن إسحاق الداركاني، الترمذي، المروزي، السلمي.
- علي بن عروة القرشي، الدمشقي.
- علي بن علي بن السائب بن يزيد بن ركانة الكوفي، القرشي.
- أبو إسماعيل علي بن علي بن نجاد بن رفاعة البصري، الرفاعي، اليشكري.
- علي بن مبارك الهنائي، البصري.
- أبو حفص مر بن هارون بن يزيد بن جابر بن سلمة الثقفي، البلخي.
- عمرو بن الحارث بن يعقوب بن عبد الله بن الأشج الأنصاري، المدني، المصري.
- أبو عبد الله عمرو بن علي العنزي، الكوفي.
- عنبسة بن خالد بن يزيد بن أبي النجاد الأيلي، الأموي، القرشي.
- عيسى بن يونس بن عمرو بن عبد الله السبيعي، الكوفي، الهمداني.
- قاسم بن مبرور الأيلي.
- قبيصة بن عقبة بن محمد بن سفيان بن عقبة بن ربيعة السوائي، التيمي، الكوفي.
- ليث بن أيمن بن زنيم الكوفي، القرشي.
- الليث بن سعد بن عبد الرحمن الفهمي، المصري.
- مالك بن أنس بن مالك بن أبي عامر بن عمرو الأصبحي، الحميري، المدني، التيمي، القرشي.
- محمد بن إبراهيم بن أبي عدي السلمي.
- محمد بن الحسن بن هلال بن فيروز القرشي.
- محمد بن العلاء الأيلي.
- محمد بن العلاء بن كريب الكوفي، الهمداني.
- محمد بن بكر بن عثمان البصري، البرساني، الأزدي.
- محمد بن خالد بن محمد الكندي.
- محمد بن عبد الله بن عبد الحكم بن أعين بن ليث البالسي، المصري.
- محمد بن عبد الملك بن سليمان بن رافع الخزاعي.
- معمر بن راشد البصري، المهلبي، الحداني، الأزدي.
- مفضل بن فضالة بن أبي أمية البصري، القرشي.
- مفضل بن فضالة بن عبيد بن ثمامة بن مزيد بن نوف بن النعمان بن مسروق الرعيني، القتباني، المصري.
- موسى بن شيبة الحضرمي، المصري.
- نافع بن يزيد الكلاعي، القرشي، المصري.
- نصر بن مرزوق بن عمرو بن عبد الرحمن المصري.
- نعيم بن حماد بن معاوية بن الحارث بن همام بن سلمة بن مالك المروزي، الخزاعي.
- هشام بن سليمان بن عكرمة بن خالد بن العاص المكي، المخزومي.
- هشام بن سنبر البصري، الجحدري، الدستوائي، الربعي.
- هشيم بن بشير بن القاسم بن دينار البغدادي، الواسطي.
- هيثم بن عدي بن عبد الرحمن بن زيد بن أسيد بن جابر بن عدي بن خالد بن خيثم بن أبي حارثة الطائي.
- وكيع بن الجراح بن مليح بن عدى بن فرس بن جمجمة بن سفيان بن عمرو بن الحارث بن عمرو الكوفي.
- أبو العباس وليد بن سلمة الطبراني، الشامي، الأردني، الأزدي.
- وليد بن مسلم الشامي، الأموي، القرشي، الدمشقي.
- أبو زرعة وهب الله بن راشد الحجري، المصري.
- وهب الله بن راشد.
- أبو العباس أو أبو الحسن وهب بن جرير بن حازم بن زيد بن عبد الله بن شجاع، البصري، العوذي، الجهضمي، العتكي، الأزدي الحافظ.
- يحيى بن أيوب الغافقي، المصري.
- يحيى بن صالح بن المتوكل البصري، الطائي، اليمامي.
- يحيى بن نصر بن حاجب بن عمرو بن سلمة المخزومي، البغدادي، القرشي.
- يزيد بن خالد بن يزيد بن عبد الله بن موهب الرملي، الهمداني الزاهد.
- يزيد بن زريع بن يزيد البصري، العيشي، التيمي.
- يزيد بن هارون بن زاذي بن ثابت البخاري.
- يزيد بن يونس بن يزيد بن مشكان الأيلي، القرشي.
- يونس بن سليم الصنعاني.

## روايته

### روى عن
- إِبْرَاهِيم بْن أَبِي عبلة المقدسي
- الحكم بْن عَبْد اللَّهِ بْن سعد الأيلي
- عكرمة مولى ابن عباس
- عمارة بن غزية
- عمر بْن عَبْد اللَّهِ مولى غفرة
- عمران بْن أَبِي أَنَس
- القاسم بن محمد بن أبي بكر
- محمد بن مسلم بن شهاب الزهري
- نافع مولى ابن عمر
- هشام بن عروة
- أخيه أَبِي علي بْن يزيد الأيلي

### روى عنه
- أَبُو ضمرة أَنَس بْن عياض الليثي
- أيوب بْن سويد الرملي
- بقية بن الوليد
- بهلول بْن راشد
- جرير بْن حازم
- حسان بْن إِبْرَاهِيم الكرماني
- حفص بْن عُمَر الدمشقي
- رشدين بْن سعد
- سليمان بن بلال
- شبيب بْن سعيد الحبطي
- أبو شعبة صدقة بْن المنتصر الشعباني
- طلحة بْن يحيى الزرقي
- عبد اللَّهِ بْن الحارث المخزومي
- عبد اللَّهِ بْن رجاء المكي
- أبو صفوان عَبْد اللَّهِ بْن سعيد الأموي
- عبد اللَّهِ بْن عُمَر النميري
- عبد الله بن المبارك
- عبد الله بن وهب
- عبد الرحمن بن عمرو الأوزاعي
- عثمان بْن الحكم الجذامي
- عثمان بْن عُمَر بْن فارس
- علي بْن عروة الدمشقي
- عمرو بْن الحارث المصري
- ابن أخيه عنبسة بْن خالد بْن يزيد الأيلي
- القاسم بْن مبرور
- الليث بن سعد
- محمد بْن بكر البرساني
- محمد بْن فليح بْن سليمان
- المفضل بن فضالة
- موسى بن شيبة الحضرمي
- نافع بْن يزيد المصري
- وكيع بن الجراح
- أبو زرعة وهب اللَّهِ بْن راشد
- يحيى بْن أيوب المصري
- يزيد بْن مُحَمَّد الأيلي
- يونس بْن سليم الصنعاني
- أبو عَبْد اللَّهِ العذري

## مكانته عند علماء الجرح والتعديل
- قال عنه أبو القاسم بن بشكوال: فاتر الحديث.
- ذكره ابن حبان في الثقات.
- قال عنه أبو زرعة الرازي: لا بأس به.
- قال عنه أحمد بن حنبل: لم يكن يعرف الحديث، ومرة: كثير الخطأ عن الزهري، ومرة: في حديثه منكرات عن الزهري، ومرة: ثقة.
- قال عنه أحمد بن شعيب النسائي: ثقة.
- قال عنه أحمد بن صالح الجيلي: ثقة.
- قال عنه أحمد بن صالح المصري: لا نقدم في الزهري على يونس أحداً.
- قال عنه ابن حجر العسقلاني: ثقة إلا أن في روايته عن الزهري وهماً قليلاً، وفي غير الزهري خطأ، ومرة: وثقه الجمهور مُطلقاً وإنما ضعفوا بعض روايته حيث يُخالِف أقرانه أو يحدث من حفظه فإذا حدث من كتابه فهو حجة واحتج به الجماعة، وفي حفظه شيء وكتابه مُعتمد.
- قال عنه الأوزاعي: كان يحض عليه.
- قال عنه الذهبي: أحد الأثبات.
- قال عنه عبد الرحمن بن مهدي: كتابه صحيح.
- قال عنه عبد الرحمن بن يوسف بن خراش: صدوق.
- قال عنه عبد الله بن المبارك المروزي: كتابه صحيح.
- قال عنه علي بن المديني: هو بِمنزلة هَمام إذا حدث من كتابه عن قتادة فهو ثبت.
- قال عنه محمد بن سعد البغدادي: كان حلو الحديث، كثيره، وليس بحجة، رُبمَا جاء بالشيء المنكر.
- قال عنه محمد بن عبد الله المخرمي: كتابه صحيح، ومن أروى الناس عن الزهري، ومرة: ما حدث من كتاب فهو ثقة.
- قال عنه محمد بن علي الصوري: الإمام الثقة.
- قال عنه وكيع بن الجراح: سيئ الحفظ.
- قال عنه يحيى بن معين: ثقة أثبت الناس في الزهري، ومرة: هو عالم بالزهري.
- قال عنه يعقوب بن شيبة السدوسي: صالح الحديث، عالم بحديث الزهري.[2]

## وفاته
توفي في صعيد مصر ودُفِن هُناك وقال يحيى بْن بكير: توفي سنة بضع وحمسين ومائة. وقال البخاري والمُفضل بْن غسان الغلابي وأبو حاتم بْن حبان: مات سنة تسع وخمسين ومائة.
وقال مُحَمَّد بْن عزيز الأيلي: مات سنة ستين ومائة.